# Centrum Zarządzania Ruchem Kolejowym
Centrum Zarządzania Ruchem Kolejowym – jednostka organizacyjna PKP Polskie Linie Kolejowe S.A., której zadaniem jest zarządzanie ruchem kolejowym w Polsce.
W przypadku konieczności wyłączenia z użytkowania któregoś szlaku kolejowego to tam zapadają decyzje na temat objazdów. Centrum znajduje się w siedzibie spółki PKP Polskie Linie Kolejowe w Warszawie. CZRK pracuje bez przerwy, aby zapewnić bezpieczeństwo na polskich torach kolejowych.